# Romanus av Condat
Romanus av Condat, född cirka 390 i departementet Ain, Frankrike, död 463, var en gallisk abbot och klostergrundare. Romanus vördas som helgon inom Romersk-katolska kyrkan. Hans minnesdag firas den 28 februari.
Tillsammans med sin bror Lupicinus grundade Romanus bland annat kloster i Condat och La Beaume. Romanus prästvigdes 444 av biskop Hilarius av Arles.